# William Seymour, 3:e hertig av Somerset

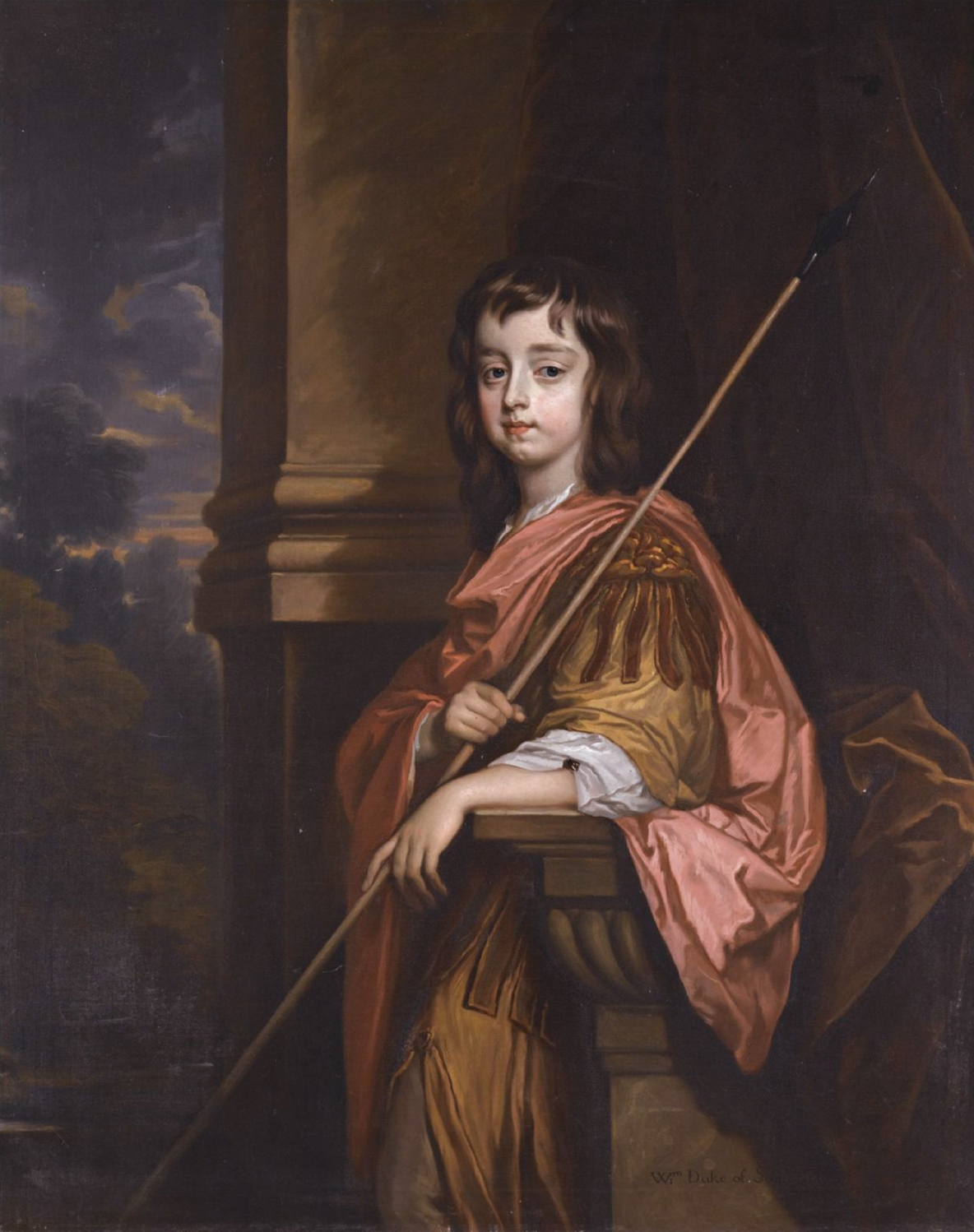
William Seymour, 3:e hertig av Somerset.

William Seymour, 3:e hertig av Somerset, född 1654, död den 12 december 1671, var en engelsk ädling. Han var son till Henry Seymour, baron Beauchamp av Hache och Mary Capell.
Seymour bar artighetstiteln baron Beauchamp av Hache efter faderns död när han var mycket liten. Han fick artighetstiteln markis av Hertford när farfadern upphöjdes till hertig av Somerset 1660. Senare samma år ärvde han hertigtiteln. Han dog ung, ogift och barnlös, och titeln gick vidare till hans farbror John Seymour.